# Bồng Lai, Yên Đài
Bồng Lai (tiếng Trung:蓬莱区, Hán Việt: Bồng Lai khu) là một quận của địa cấp thị Yên Đài, tỉnh Sơn Đông, Cộng hòa Nhân dân Trung Hoa, được thành lập ngày 22 tháng 6 năm 2020 trên cơ sở sáp nhập thành phố cấp huyện Bồng Lai và huyện Trường Đảo cũ. Quận này có 374.400 nông dân và 75.600 làm việc trong những lĩnh vực khác. Quận Bồng Lai nằm bên vịnh Bột Hải và có hải cảng, là hải cảng đầu tiên ở bán đảo Sơn Đông mở cửa cho ngoại quốc trong thập niên 1800.

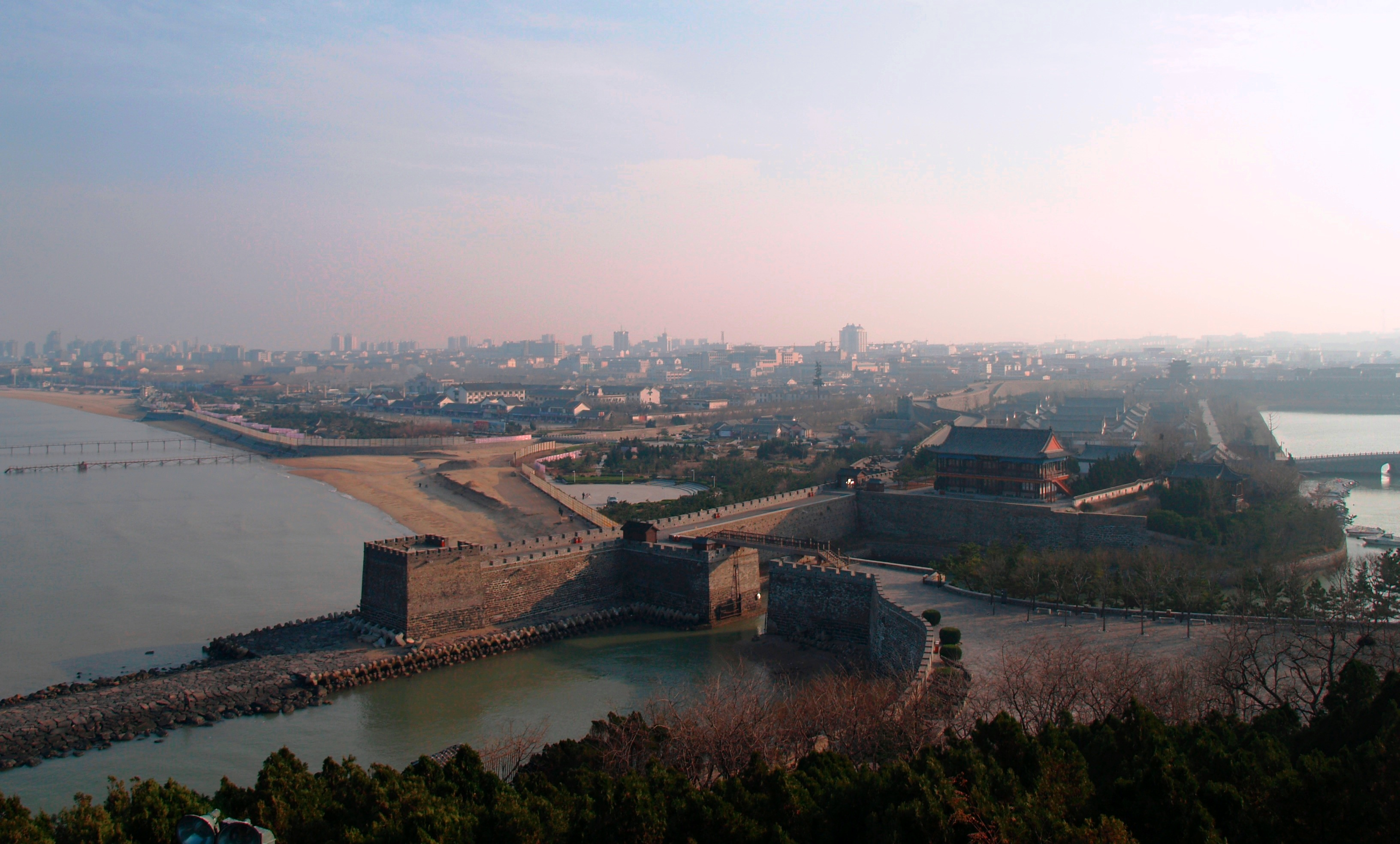
Bồng Lai

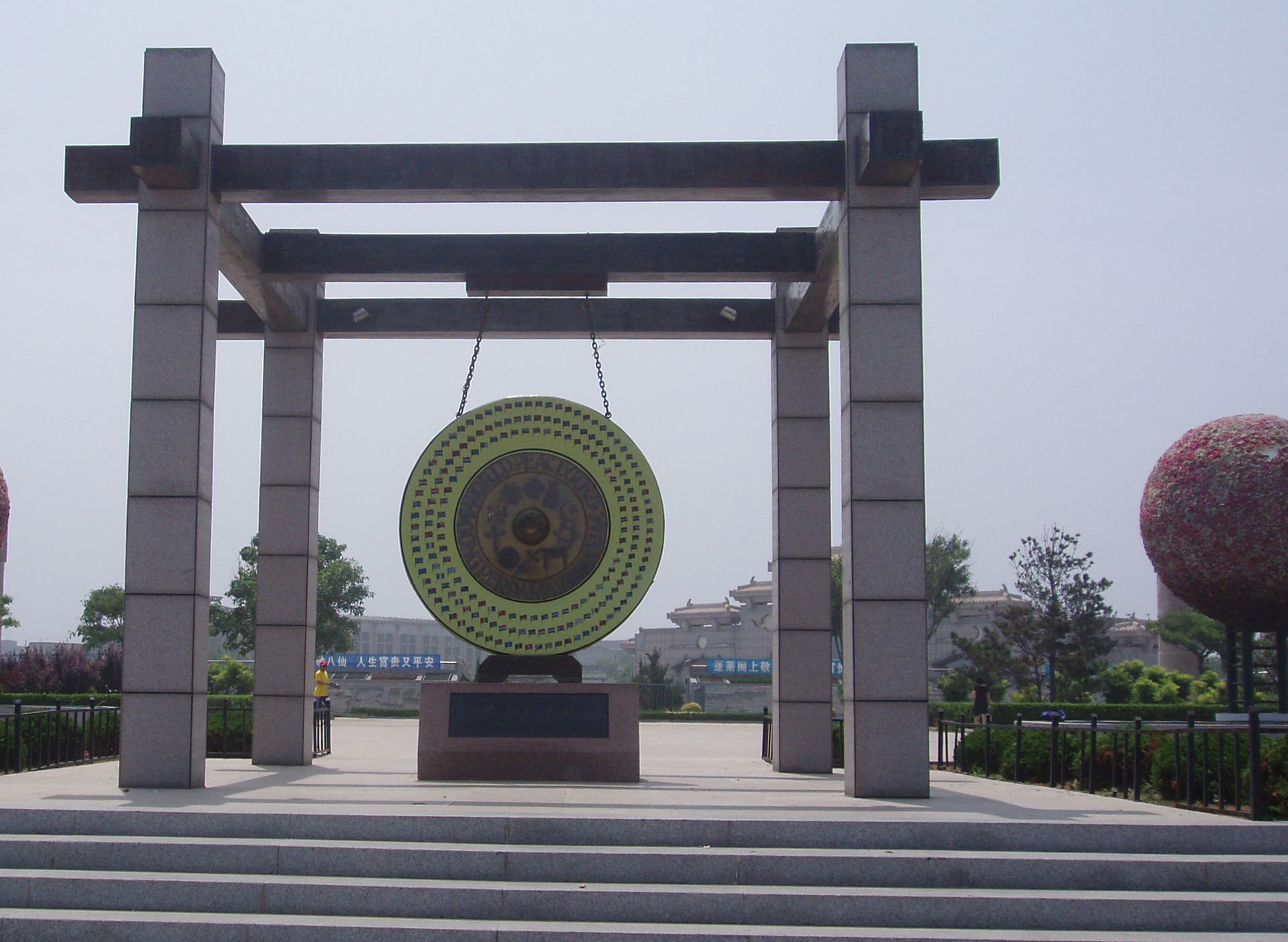
Một biểu tưởng tại Bồng Lai

Một biểu tượng của Bồng Lai.

## Kiến trúc

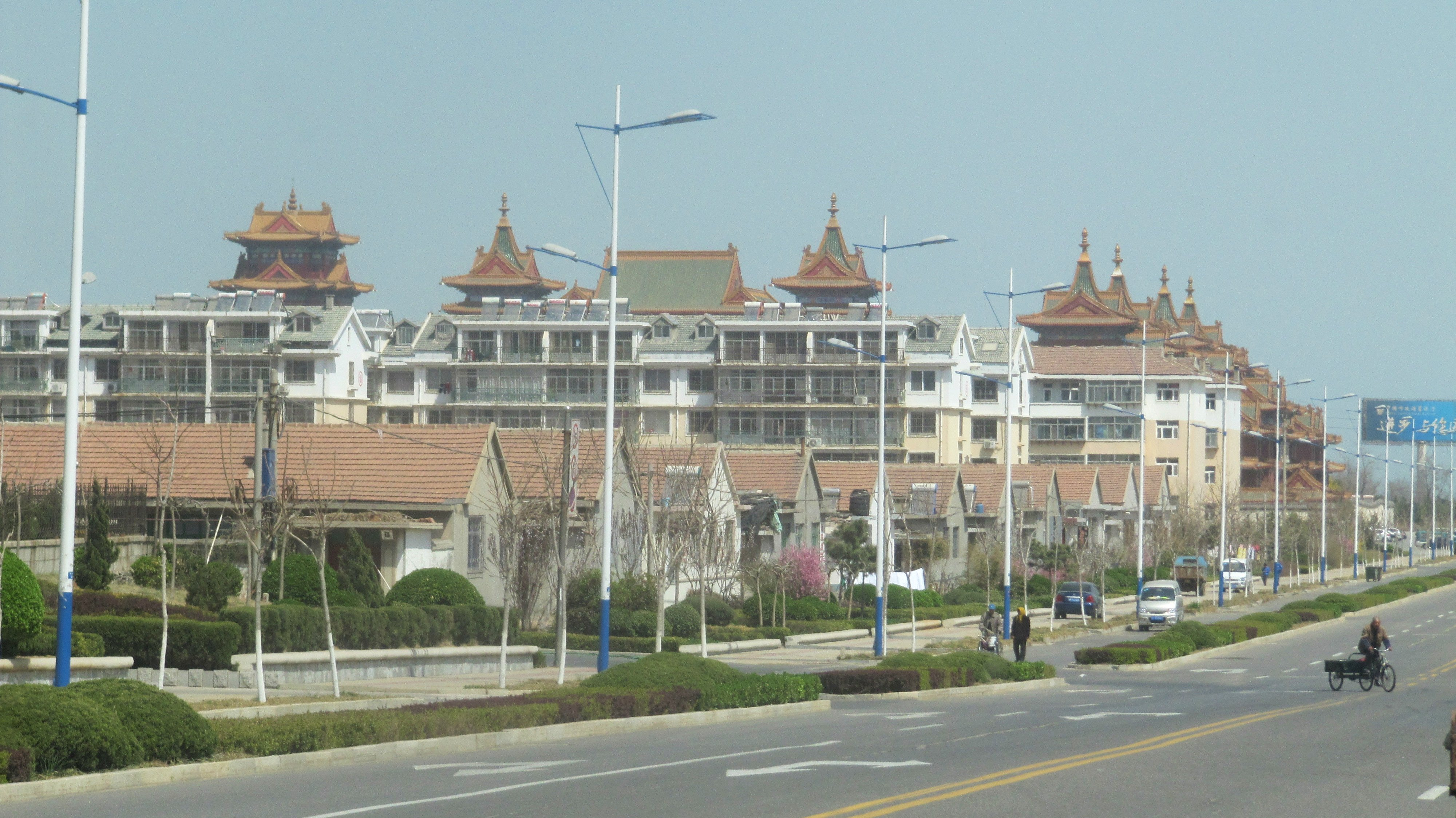
Một kiến trúc ở Bồng Lai.

Một kiến trúc lại Bồng Lai.